# Piotr Kwasigroch
Piotr (Peter) Kwasigroch (ur. 1 czerwca 1962 w Katowicach) – polski hokeista, olimpijczyk. Trener hokejowy. Przyjął także niemieckie obywatelstwo.

## Kariera klubowa
- Naprzód Janów (1974-1989)
- Kölner EC (1989-1994)
  -  EV Füssen (1992)
- Kassel Huskies (1994-1997)
- GEC Nordhorn (1997-1999)
- EV Landsberg (1999-2000)
- EC Euregio Nordhorn (2000-2001)
- EV Landsberg (2000-2001)
- Neusser EV (2001-2003)
- EC Euregio Gronau-Nordhorn (2009-2010)

Wychowanek i w latach 1974-1989 zawodnik Naprzodu Janów na pozycji napastnika. W polskiej lidze w ciągu 9 sezonów rozegrał 274 mecze strzelając 141 bramek. Z zespołem Naprzodu zdobywca srebrnego (1989) i trzykrotnie brązowego (1982, 1986, 1987) medalu mistrzostw Polski.
W grudniu 1989 w wyniku porozumienia zawartego przez PZHL z zachodnioniemieckim klubem Kölner EC, został zawodnikiem tej drużyny, a kwota transferu wyniosła 100 tys. marek. W barwach tego zespołu grał do 1994, następnie w barwach Kassel Huskies. W tamtejszej najwyższej lidze rozegrał 390 spotkań zdobywając 106 goli. Pracował także jako trener.

## Kariera reprezentacyjna
W reprezentacji Polski w latach 1986-1994 rozegrał 52 mecze strzelając 19 bramek. Wystąpił w turnieju olimpijskim w 1988 w Calgary oraz w turniejach o mistrzostwo świata.

## Sukcesy
Klubowe
- Srebrny medal mistrzostw Niemiec: 1997 z Kassel Huskies